# Breezy Point (Minnesota)
Breezy Point es una ciudad ubicada en el condado de Crow Wing en el estado estadounidense de Minnesota. En el Censo de 2010 tenía una población de 2346 habitantes y una densidad poblacional de 54,72 personas por km².

## Geografía
Breezy Point se encuentra ubicada en las coordenadas 46°36′32″N 94°12′23″O / 46.60889, -94.20639. Según la Oficina del Censo de los Estados Unidos, Breezy Point tiene una superficie total de 42,87 km², de la cual 34,19 km² corresponden a tierra firme y (20,27%) 8,69 km² es agua.

## Demografía
Según el censo de 2010, había 2346 personas residiendo en Breezy Point. La densidad de población era de 54,72 hab./km². De los 2346 habitantes, Breezy Point estaba compuesto por el 98,68% blancos, el 0,26% eran afroamericanos, el 0,26% eran amerindios, el 0,17% eran asiáticos, el 0% eran isleños del Pacífico, el 0,09% eran de otras razas y el 0.,55% pertenecían a dos o más razas. Del total de la población el 0,3% eran hispanos o latinos de cualquier raza.